# Marko Klok
Marko Klok est un joueur de volley-ball néerlandais né le 14 mars 1968 à Monnickendam. Il mesure 1,94 m et joue réceptionneur-attaquant.

## Clubs
| Club                        | Pays      | De        | À         |
| --------------------------- | --------- | --------- | --------- |
| Martinus Amstelveen         | Pays-Bas  | 1986-1987 | 1991-1992 |
| Naples Volley               | Italie    | 1992-1993 | 1992-1993 |
| Pallavolo Città di Castello | Italie    | 1993-1994 | 1993-1994 |
| AMVJ Amstelveen             | Pays-Bas  | 1994-1995 | 1994-1995 |
| VfB Friedrichshafen         | Allemagne | 1995-1996 | 1996-1997 |
| Moerser SC                  | Allemagne | 1997-1998 | 1997-1998 |
| Noliko Maaseik              | Belgique  | 1998-1999 | 1998-1999 |
| Rome Volley                 | Italie    | 1999-2000 | 2000-2001 |
| Volley Forlì                | Italie    | 2001-2002 | 2001-2002 |
| Nesselande Rotterdam        | Pays-Bas  | 2003-2004 | 2005-2006 |
| Fakel Novy Ourengoï         | Russie    | 2006-2007 | 2006-2007 |
| Anorthosis Famagouste       | Chypre    | 2007-2008 | 2008-2009 |
| Nea Salamina Famagouste     | Chypre    | 2009-2010 | 2010-2011 |

## Palmarès
- Championnat des Pays-Bas : 1986, 1987, 2005, 2006
- Championnat d'Italie : 2000
- Championnat de Belgique : 1999
- Coupe des Pays-Bas : 1986, 1987, 1988, 2005
- Coupe de Belgique : 1999
- Supercoupe des Pays-Bas : 2005
- Supercoupe de Belgique : 1999